# Czech Made

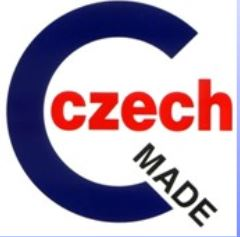
Czech made logo

Ocenění Czech Made vydává Česká společnost pro jakost, z.s. (dále ČSJ), která je od července 2018 vlastníkem systému ověřování kvality výrobků a služeb a jejich označování značkou CZECH MADE. Do července 2018 bylo správcem značky CZECH MADE zájmové sdružení právnických osob Sdružení pro oceňování kvality, dříve pojmenované Sdružení pro Cenu České republiky za jakost.

## Jaké je poslání tohoto ocenění
Ocenění Czech Made může získat služba nebo výrobek vyrobený obchodní společností nebo podnikatelem registrovaným v České republice. Značka potvrzuje, že označený výrobek splňuje požadavky směrnic SOK a že výrobce má vytvořeny předpoklady (například implementovaný systém jakosti) pro stabilitu vlastností rozhodných pro udělení této značky. Při udílení je také přihlédnuto k tomu, jak výrobek ovlivňuje životní prostředí a spotřebu energií.

## Historie značky
V roce 2002 byla značka CZECH MADE přijata jako jedna z prvních značek kvality do Programu Česká kvalita – Program podpory prodeje kvalitních výrobků a poskytování kvalitních služeb, který byl přijat usnesením vlády ČR č. 685 ze dne 26.6.2002. Tímto přijetím byla potvrzena nezávislost a důvěryhodnost značky CZECH MADE.

### Garant značky
Program Česká kvalita je program garantovaný vládou ČR na podporu prodeje kvalitních výrobků a poskytování kvalitních služeb. Funguje již od roku 2002. Jeho podstatou je existence jednotného systému značek, a to buď již existujících, nebo nově vznikajících, kterými jsou označeny produkty (výrobky nebo služby) nabízené na českém trhu. Tento program ve svých zásadách vychází z obdobného jednotného systému značek kvality, který v Německu úspěšně funguje již řadu let.
V České republice existuje vícero projektů na podporu odbytu českého zboží a služeb. Příkladem je známka Klasa, která je potvrzením vysoké jakosti. Dříve sloužila pro označení výrobků pocházejících z ČR (s podílem 100 % tzv. "české práce"), později se od tohoto konceptu kvůli nařčením z diskriminace ustoupilo. Další příklad je kvalitativní certifikace výrobků ve stavebnictví Osvědčeno pro stavbu.